# Sakamoto Masayuki
Sakamoto Masayuki (坂本 昌行 Sakamoto Masayuki, Phản Bản Xương Hàng) là một ca sĩ, diễn viên của Nhật Bản. Anh là thành viên lớn tuổi nhất V6 và đồng thời cũng là thủ lĩnh của nhóm. Ngoài ra, anh còn là thành viên nhóm nhạc đặc biệt 20th Century và nhóm J-FRIENDS của tập đoàn Johnny's Entertainment.